# Revue stratégique de la Banque centrale européenne de 2021
La revue stratégique de la Banque centrale européenne de 2021 est la revue stratégique menée par la Banque centrale européenne sous la direction de sa présidente, Christine Lagarde. Publiée en 2021, elle a abouti à l'adoption par la banque centrale d'un nouveau objectif d'inflation sous la forme d'une cible d'inflation symétrique de 2 %. Il s'agissait de la première revue stratégique de la banque centrale depuis 2003.

## Contexte
La Banque centrale européenne dispose d'un mandat, fixé par les traités européens. Le Traité sur l'Union européenne (art. 3 et 13), ainsi que le Traité sur le fonctionnement de l'Union européenne (art 3., 119, 123, 127 à 134, etc.), fixent son cadre juridique. C'est toutefois par une décision du Conseil des gouverneurs qu'elle s'était donnée une cible d'inflation de 2 % en 2003. 
La nomination de Christine Lagarde à la tête de l'institution conduit au lancement par celle-ci d'une revue stratégique qui vise à mettre à jour le logiciel de la banque centrale, qui n'avait pas réalisé de revue stratégique depuis 2003 (qui portait elle-même sur la stratégie initialement adoptée en 1998). La faiblesse des taux d'intérêt réel, le global saving glut, le taux plancher zéro et d'autres facteurs ont, en effet, remis en question les politiques monétaires qui étaient jusqu'à présent mises en œuvre par la banque centrale, exigeant une mise à jour de la doctrine de l'institution.

## Contenu

### Redéfinition de la cible d'inflation
La revue stratégique redéfinit la cible d'inflation de la Banque centrale européenne. Alors qu'elle était auparavant de 2 %, elle est fixée ici comme une cible symétrique proche de 2 %. Cela permet à la banque d'accepter une inflation légèrement supérieure ou inférieure à moyen terme.

### Appui à la finance verte et augreen central banking
La revue aborde également la question de la finance verte et du green central banking. La revue propose des engagements de la banque centrale en faveur de la lutte contre le dérèglement climatique.

### Modification du calcul de l'inflation
Le panier de biens utilisé par les statisticiens de la banque centrale pour estimer l'inflation est enrichi des coûts des logements occupés par leurs propriétaires. L'indice était jusqu'à présent composé du coût du logement des locataires à hauteur de 16,5 % de l'indice total.

### Mise en place d'une revue régulière
La revue stratégique 2021 annonce la mise en place d'une revue stratégique régulière. La prochaine est fixée à 2025.

## Réactions
L'ONG Greenpeace salue « l'engagement clair » de la Banque centrale européenne au sujet de la finance verte. Elle déclare cependant que « la BCE devra être jugée non pas sur ses paroles mais sur ses actes ».
Les commentateurs ont observé que la revue stratégique se situait plus clairement du côté des « colombes » que des « faucons ». Alors que ces derniers sont frileux à l'idée d'assurer une politique monétaire expansionniste, ces premières acceptent plus facilement les politiques monétaires non-conventionnelles.